# Enano (mitología)

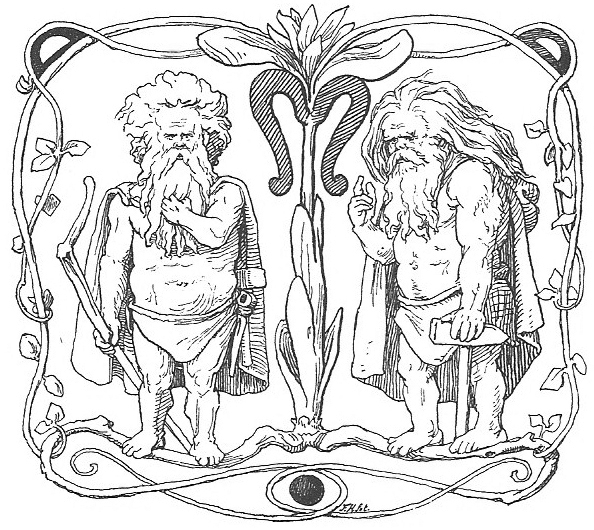
Dibujo de dos enanos para el Völuspá, publicado en 1995.

Los enanos nórdicos o dvergar (en nórdico antiguo dvergar, singular dvergr) son seres de la mitología nórdica, asociados con las piedras, lo subterráneo, la muerte, la suerte, la magia y la tecnología, especialmente la forja. Son identificados con los svartálfar (‘elfos negros’), y døkkálfar (‘elfos oscuros’), debido a que estos términos eran aparentemente intercambiables en los textos más tempranos como las Eddas. Aunque etimológicamente «dvergar» hace referencia a «enanos», el concepto nórdico de «dvergar» a menudo se diferencia del concepto de «enanos» en otras culturas. Por ejemplo, los enanos nórdicos son originalmente de tamaño humano. No son descritos como pequeños hasta el siglo XIII, cuando comenzaron a aparecer en las sagas legendarias, a menudo como un elemento humorístico.
El significado que tiene la palabra «enano» en las lenguas romances es el de la latina «nanus», adjetivo que significa «pequeño en su especie». Este significado coincide con el de la palabra del inglés actual «dwarf», pero esta tiene el mismo origen indoeuropeo que la castellana «tuerto», que significa en principio «torcido» o «deforme»; si la anomalía está en el ojo de la persona o del animal («ojituerto»), lo que indica en principio la palabra o el componente «tuerto» no es que falte el ojo, sino que este está mal formado o lisiado (si falta, la palabra correcta es en principio «ojimanco»). La verdad es que estas criaturas de la tradición escandinava eran concebidas como capaces de cambiar la forma y el tamaño de su cuerpo a voluntad; de ahí el nombre, que algunos han propuesto traducir como «tuergos», en lugar de «tuertos» o «enanos».
En el folclore escandinavo tardío, otros tipos espíritus de la naturaleza (vættir), al igual que los Trol y Nisse, parecen hacerse cargo de muchas de las funciones de la dvergar.
Además, los enanos se caracterizaban por ser demasiado sucios.
En la sección Dvergatal, del poema épico Völuspá, se divide a los enanos en lo que puede ser tres tribus, primero las lideradas por Mótsognir, su primer líder; en segundo lugar por Durin y por último por Dvalin. En Hávamál se menciona que Dvalin llevó la escritura rúnica a los dvergar.

## Características
Todas las fuentes mitológicas tempranas describen a los enanos como seres pequeños. En la Edda prosaica, en Gylfaginning se dice que tenían el aspecto de los humanos, pero que vivían en la tierra y en las piedras.
Solo en las fuentes más tardías, como las sagas legendarias de los siglos XIII y XV, los enanos son descritos de baja estatura y en ocasiones de aspecto desagradable. En estas sagas, generalmente desempeñan un papel humorístico.
En contra de la teoría de que los enanos eran de la misma estatura que los hombres, está el propio origen de la palabra, que se cree deriva del protogermánico *dweraz, del protoindoeuropeo *dhwergwhos que significa ‘algo pequeño’, lo que sugiere que tal vez los enanos fueron pensados como seres pequeños en un comienzo.
Los textos nórdicos describen el color de la piel de los enanos pálido (fölr), como un cadáver, el color de su pelo es negro (svartr) y su aspecto y complexión cadavéricos.
En la Edda poética, el poema Alvíssmál narra cómo Thor se burla de la «pálida» piel blanca de un enano. Thor se encuentra lleno de ira al conocer que su hija Þrúðr se prometió en matrimonio al enano llamado Alvíss (literalmente, ‘todo sabiduría’, refiriéndose a los conocimientos mágicos de los enanos).
| ¡¿Porque está celebrando eso?! ¿Por qué eres tan feo con el nazareno? ¿Estuviste de noche con tapa? Llevar un cadáver ¡Me gustas! son attu a la novia desgastada. | Hvat er þat fira?! Hví ertu svá fölir um nasar? Varstu í nótt með ná? Þursa líki þykki mér á þér vera! ert-at-tu til brúðar borinn. |
| «Alvíssmál», Edda poética, estrofa 2 | |

Los insultos de Thor resumen ciertos conceptos relacionados con la apariencia de los enanos nórdicos. En particular, este enano tenía una nariz pálida, que sobresalía entre su barba y sus cabellos negros. En la cultura nórdica se valoraba la piel blanca; sin embargo, el color de piel del enano no parece saludable con una extrema palidez, y Thor lo acusa de ser un cadáver al decirle que pasa tiempo con los muertos. Los enanos son pálidos porque la luz solar les es letal y en la misma forma que los muertos son enterrados en los túmulos y nunca ven la luz, los enanos viven bajo tierra y evitan la luz solar, la cual les provoca la muerte. Este enano visita a Thor solamente durante la noche, y en el poema el dios se encarga de prolongar un juego de adivinanzas que pretenden probar la sabiduría del enano, pero que tiene por finalidad esperar la luz del amanecer, la cual mata al enano al final del poema, convirtiéndolo en piedra, y así evitando Thor la boda de su hija con el enano.
Aunque los enanos en ocasiones son llamados «negros», en nórdico antiguo esto hace referencia al color de su cabello (svartr), no al de la piel. Para describir una piel oscura en nórdico antiguo se la definía como una piel de color «azul», expresión que deriva de la apariencia de los cadáveres. Esto se puede comparar con otros enanos cuyos nombres hacen referencia a su piel pálida de apariencia cadavérica, como Dáinn (‘el muerto’) y Náin (‘el cadáver’) tiene piel oscura (‘negro’).
Son grandes artífices, inteligentes e industriosos, y entre otras maravillas, crearon el martillo Mjolnir para Thor, la lanza Gungnir para Odín, el anillo mágico Draupnir, y el navío Skíðblaðnir. El collar Brisingamen de Freyja, la cadena Gleipnir, que ata al lobo Fenrir, y el jabalí dorado de Freyr, Gullinbursti, son otras obras suyas.